# トム・クルーズ
トム・クルーズ（英: Tom Cruise, 1962年7月3日 - ）、本名トーマス・クルーズ・メイポーサー4世（英: Thomas Cruise Mapother IV）は、アメリカ合衆国の俳優、映画プロデューサー。ゴールデングローブ賞を3回受賞、アカデミー賞に4回ノミネートされるなど、様々な賞を受賞している。

## 来歴

### 生い立ち
曽祖父のトーマス・クルーズ・メイポーサーはウェールズからの移民である。その他アイルランド・イングランド・ドイツなどの血を引く両親の間に、ニューヨーク州シラキュース市で生まれた。
貧困に近い環境のなか、カトリック教徒として育った。 12歳のときに両親が離婚したため、経済的に苦しい生活を送った。14年間で合計15の学校に通った。幼少期の一部をカナダで過ごした。父親がカナダ軍の防衛コンサルタントとして就職したとき、彼の家族は1971年にオタワのビーコンヒルに引っ越した。

### 演技の道へ
小学4年生の時に初めて演劇に関わり、クルーズは6人の男子生徒と演劇祭で呼ばれる即興の音楽劇を上演していた。学生時代はスポーツ（主にレスリング）に熱中するが挫折。高校時代、課外活動のミュージカル劇「野郎どもと女たち」のネイサン・デトロイト役で喝采を浴びる喜びを知り、その後演劇に関心を持つようになった。 
ニューヨークでレストランのスタッフとして働いた後、ロサンゼルスに行き、クリエイティヴ・アーティスツ・エージェンシーと契約した。映画に出演し始め、1981年、『エンドレス・ラブ』で映画デビューを果たした。『タップス』で陸軍士官学校の学生として主要な脇役を演じた。

### トップスターに

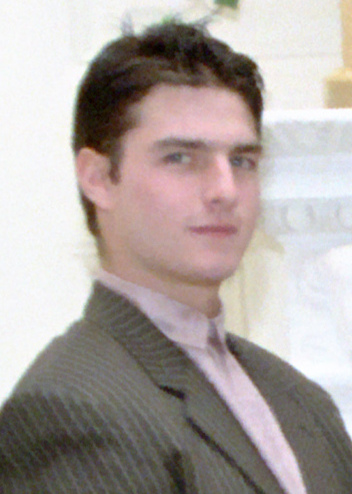
1985年のクルーズ

青春映画の端役を演じた後、『卒業白書』（1983年）の瑞々しい演技で注目され、若手スター候補生「ブラット・パック」のひとりに数えられる。主に青春映画やヒューマンドラマ、社会派作品や作家性の強いアート系作品などに出演した。1986年公開の『トップガン』の世界的大ヒットによりトップスターの仲間入りを果たした。

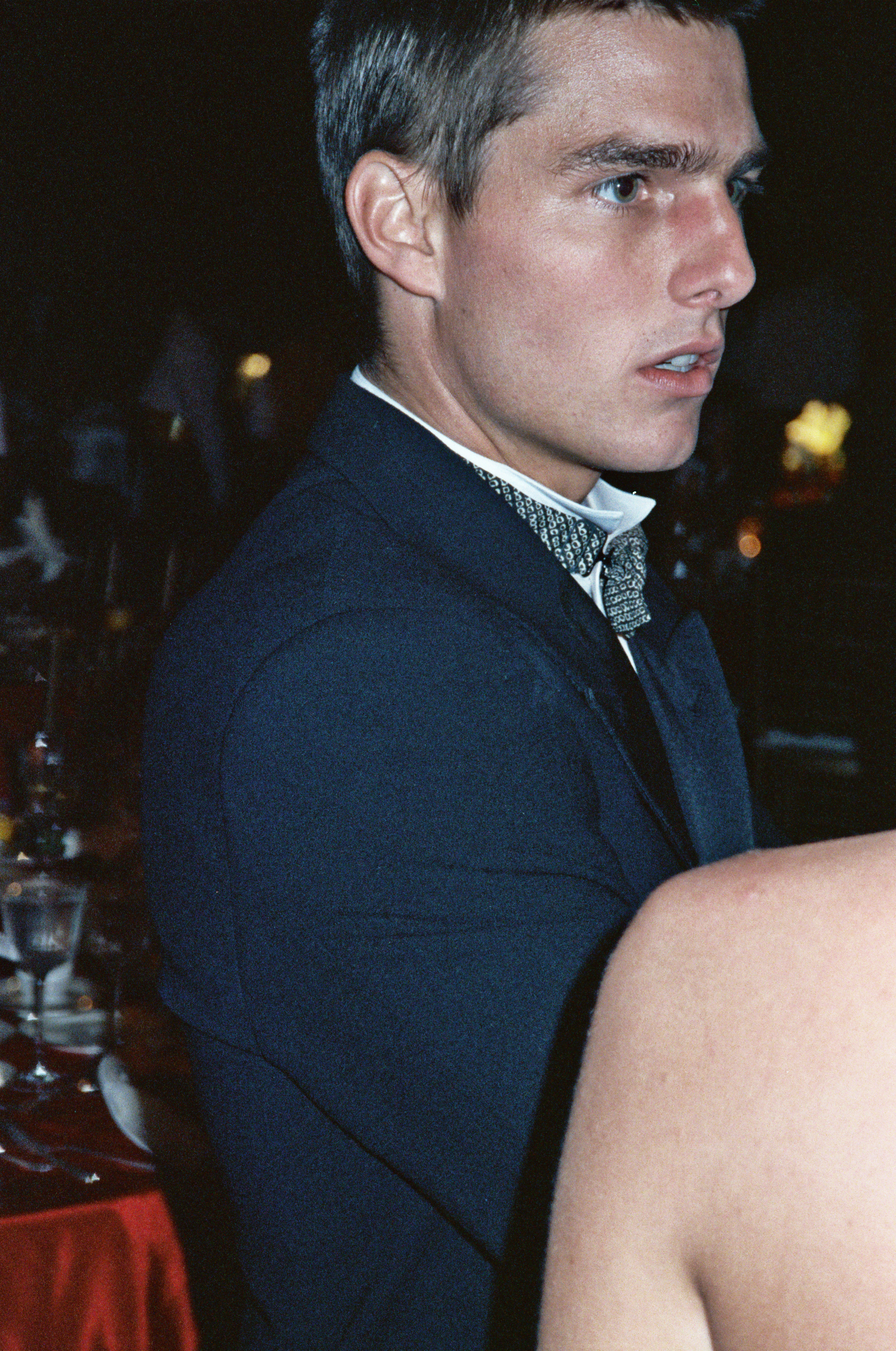
1987年のクルーズ

1988年、『カクテル』に出演し、ラジー賞の最優秀俳優賞にノミネートされた。同年に『レインマン』でダスティン・ホフマンと共演し、アカデミー賞最優秀映画賞を受賞した。1989年、『7月4日に生まれて』で、元アメリカ海兵隊員のロン・コーヴィックを演じ、自身初めてのアカデミー主演男優賞にノミネートされた。

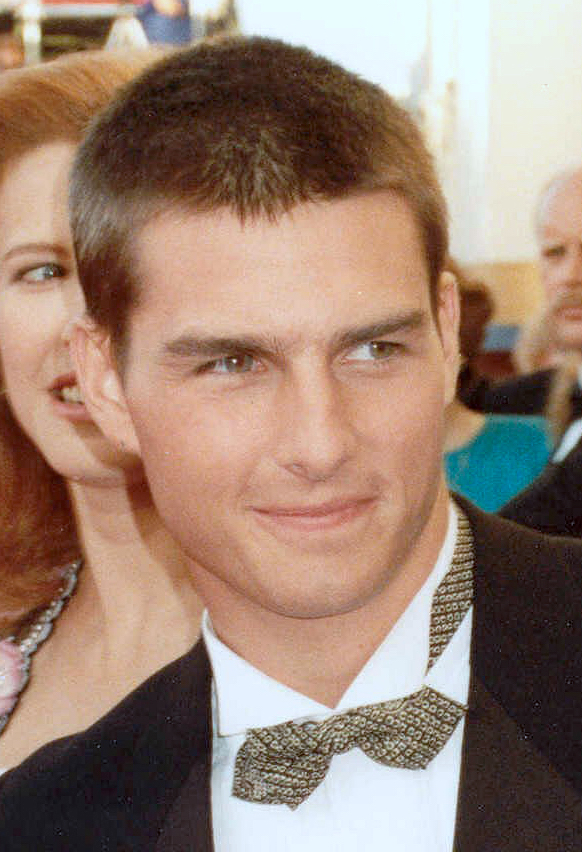
1989年のクルーズ

『デイズ・オブ・サンダー』（1990年）と『遥かなる大地へ』（1992年）で、当時の妻であるニコール・キッドマンが恋人として共演。1992年には長年のビジネスパートナー、ポーラ・ワグナーとともにパラマウント映画内に「クルーズ/ワグナー・プロダクションズ」を設立。1994年には『インタビュー・ウィズ・ヴァンパイア』で主人公であり、吸血鬼のレスタト・デ・リオンコートを演じた。

### 映画プロデュース業へ進出
1996年公開の『ミッション:インポッシブル』では初めて映画プロデューサー業にも進出。この作品によりキャリアの転換期を迎え、それまではアクション俳優だと認識されていなかったものの、これ以降はアクション映画にも多数出演するようになった。『ザ・エージェント』（1996年）でアカデミー賞主演男優賞に、『マグノリア』（1999年）では助演男優賞にノミネートされ、名実ともに一流俳優として不動の地位を手に入れた。
2001年、『バニラ・スカイ』でキャメロン・ディアスとペネロペ・クルスと共演。2002年、スティーブン・スピルバーグが監督したSFアクション映画『マイノリティ・リポート』に主演。2003年、時代劇アクション映画『ラスト サムライ』に出演し、ゴールデングローブ賞の主演男優賞にノミネートされた。2005年、『宇宙戦争』でスピルバーグと再び仕事をし、MTVジェネレーション賞を受賞。クルーズは2002年から2009年の間に7回のサターン賞にノミネートされ、1回受賞した。彼が10年間に主演した10本の映画のうち9本は興行収入で1億ドル以上を稼いだ。

### パラマウント映画から独立

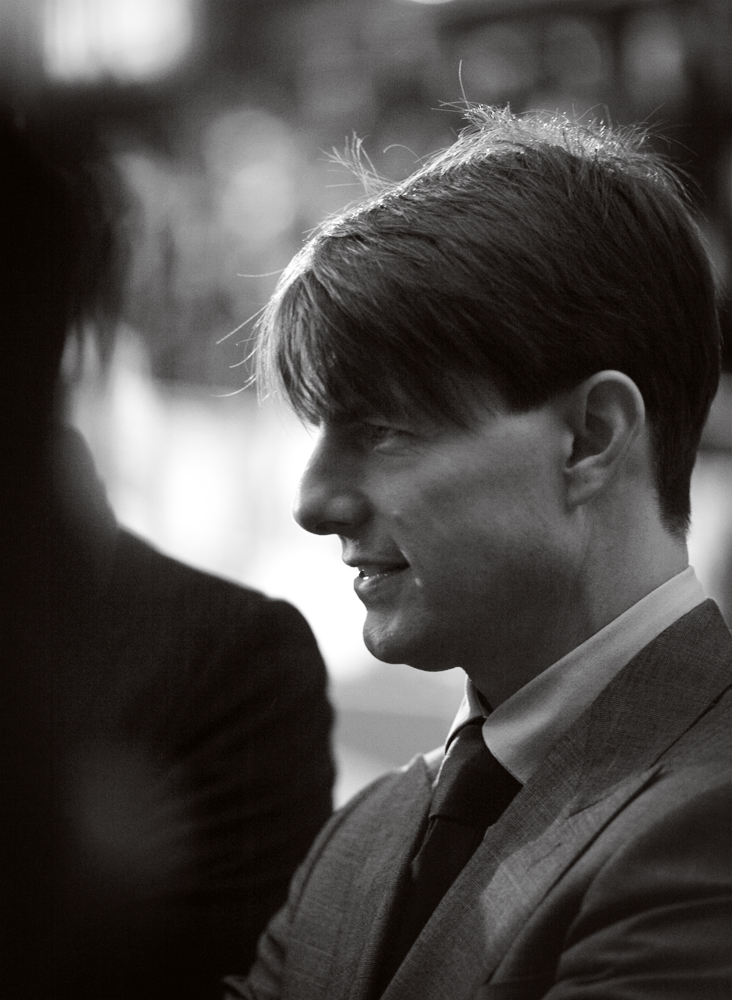
2007年のクルーズ

婚約者をめぐる様々なメディアの報道に対して、パラマウント映画は一方的に14年間に及ぶ契約を打ち切る発表を2006年8月に行った。同月クルーズの持つ映画製作会社「クルーズ・ワグナー・プロダクションズ」（『ミッション:インポッシブル』シリーズの権利を持っている）に、ダニエル・スナイダーらの投資グループが資金を拠出することになった。同年11月、ユナイテッド・アーティスツを再興する形でトム・クルーズとポーラ・ワグナーが映画制作を行う事をメトロ・ゴールドウィン・メイヤーが発表した。またこれは、クルーズのように漠然と出演費が増え続ける俳優に対するハリウッドの転換期とも言われている。
その後、パラマウント映画を傘下にもつバイアコムの会長サムナー・レッドストーンは雑誌『ピープル』誌を通し「彼は素晴らしい友人だった。また友人に戻れることを望んでいる」と語った。また「私は彼を解雇になどしていない。メディアが大げさに書きたてたんだ」などと『ウォール・ストリート・ジャーナル』誌に語ったが、クルーズ本人はその後も沈黙を貫き通していた。

### 近年の活動
『ミッション:インポッシブル』シリーズを中心にその大半がアクション映画への出演となっており、実質的にはアクション俳優ともいえる。 2012年公開の『ロック・オブ・エイジズ』では、クルーズにとって珍しく興行成績で失敗したが、同年公開の『アウトロー』では、ジャック・リーチャー役を演じ、世界中で2億1700万ドルの興行収入で成功を収めた。2014年には『オール・ユー・ニード・イズ・キル』で3億7000万ドル以上の興行収入を記録した。
2017年には、1932年に公開された映画『ミイラ再生』のリブートである『ザ・マミー/呪われた砂漠の王女』に主演した。否定的な評価を受け、興行収入は振るわなかったが、それでも4億ドル以上の収益を上げた。2018年、『ミッション:インポッシブル/フォールアウト』で、イーサン・ハントを再演した。この映画は、シリーズの前作よりも批評家から好意的に評価され、興行収入は7億9100万ドルを超えた。
2022年、『トップガン』の続編である『トップガン マーヴェリック』でマーヴェリック役を再演。同作品はカンヌ映画祭で初演され、パルム・ドールを受賞した。公開時にいくつかの興行収入記録を樹立し、14億ドル以上を稼ぎ、クルーズのキャリアの中で最も興行収入の高い映画となった。また、コロナ禍の危機にあったハリウッド映画界を興行的に救い、アカデミー作品賞にもノミネートされた。一方で翌年の『ミッション:インポッシブル/デッドレコニング PART ONE』は5億6700万ドル以上を稼いだものの、2億ドル近い赤字となった様。
2024年12月17日、映画産業を通して人々の関心をアメリカ海軍とアメリカ海兵隊へ向けさせたとして、アメリカ海軍からアメリカ海軍公共サービス殊勲章を授与され、ロンドンで授与式典が行われた。2025年6月17日、アカデミー名誉賞（第98回）の授与が発表された。

## 人物

### 私生活

#### 恋人
結婚前は、メリッサ・ギルバート、レベッカ・デモーネイなどと交際していた。

#### 結婚歴
- ミミ・ロジャース - 1987年にミミ・ロジャースと結婚（初婚）するが、1990年に離婚。
- ニコール・キッドマン - 離婚直後の同年12月にニコール・キッドマンと2回目の結婚。キッドマンとは、おしどり夫婦として有名だったが、2001年に離婚[22]。
  - 離婚成立前から『バニラ・スカイ』で共演したペネロペ・クルスとの恋愛（不倫）が公になり、結婚目前と言われたが2004年に破局している。
- ケイティ・ホームズ - 再々婚前の2006年4月18日、当時婚約者だった映画『バットマン ビギンズ』などに出演した女優ケイティ・ホームズがロサンゼルスで、初めての実子として女児（スリ・クルーズ）を出産[23]。その後、2006年11月25日にイタリアで3回目の結婚[24]。しかしながら2012年6月、ケイティ・ホームズとの離婚申請を発表。7月に和解に達し、正式に離婚した。

#### 家族
- 元妻キッドマンとの間には養子が2人（Isabella Jane（1992年生まれ）、Connor Antony（1995年生まれ））
- 前妻ケイティ・ホームズとの間には娘が1人（スリ・クルーズ）。

- 最初の妻、ミミ・ロジャース
- 2人目の妻、ニコール・キッドマン（2003年）
- 3人目の妻、ケイティ・ホームズ（2009年）

### 性格・特徴
幼い頃から学習障害（LD、失読症（Dyslexia：ディスレクシア、具体的にはbとdが区別できなかった）つまり書かれた文字を読む上での障害を持ち、自身、障害者にかかわる映画（『レインマン』）や、この障害の理解を推奨するための映画（『デイズ・オブ・サンダー』）も製作主演している。また、新宗教であるサイエントロジーの活動（「勉強の技術」の実践）によりこの学習障害を克服したと語っている。この経験から学習障害児への支援活動にも取り組んでいる。『ラスト サムライ』の宣伝のために2003年8月に来日した際、首相官邸の小泉純一郎首相を表敬訪問、日本の若者たちにと教祖であるL・ロン・ハバードの著書、『学び方がわかる本』（ニュー・エラ・パブリケーションズ・ジャパン（株）発行、ISBN 4-931223-22-2）を首相に手渡した。2009年1月スペインの雑誌『XLセマナル』の中で「誰も解決策をくれなかったけれど、大人になってサイエントロジーの教育本を読んだことで完ぺきに読解ができるようになった」と語った。
また、注意欠陥・多動性障害（ADHD）の治療薬のリタリンの使用に米国社会が依存していることを厳しく非難している。トム自身も1970年に投薬治療を勧められたが、母親がこれを断った。のちにこれを飲んでいたら今の自分はないだろうと語っている（1970年当時はまだ正式にADHDという概念はなかった）。
ニューヨーク・ヤンキースファンである。ちなみにトムが父親役を演じた『宇宙戦争』では、親はヤンキースのファン、息子はライバルチームのボストン・レッドソックスのファンという設定だった。
ファンサービスに熱心なことでも知られ、神対応と評されることもある。

### 資産
2007年5月、当時の妻のケイティ・ホームズと、ビバリーヒルズにあるデビッド・ベッカム夫妻の豪邸の近くに約43億円の家を購入した。購入した邸宅は7部屋の寝室と9つのバスルーム、プールとテニス・コートがついている。
2009年10月、BANG Media Internationalによると、愛娘スーリの洋服代としてすでに200万ポンド（日本円で約2億8600万円）を使ったという。トムとケイティの2人はスリが常に最高にかわいく見えるようにしたいと思っており、これまでにジョルジオ・アルマーニ、ドナテラ・ベルサーチ、ロベルト・キャバリ、バーバリーなどの洋服を着ているところを目撃されている。関係者は「ケイティとトムはスリちゃんのためにお金を派手に使っている。二人とも超有名だからトップファッション・デザイナーたちがスリちゃんのためだけに服を作ったりするんだ」と語っていた。
2011年8月、米経済誌『フォーブス』が2010年の5月から2011年5月1日までに「最も稼いだ俳優」のランキングを発表し、2200万ドルを稼いで9位にランクインし、2012年7月には2011年5月から2012年5月までの同ランキングで7500万ドルを記録し、圧倒的数値で1位に立った。

### サッカー好き
トムは元サッカーイングランド代表のデビッド・ベッカムや、ハリー・ケインと親交がある為、サッカーイングランド代表のファンである。
彼はEURO2020の決勝イングランドvsイタリアの試合をデビッドと共に観戦している。

### 自動車・バイク好き

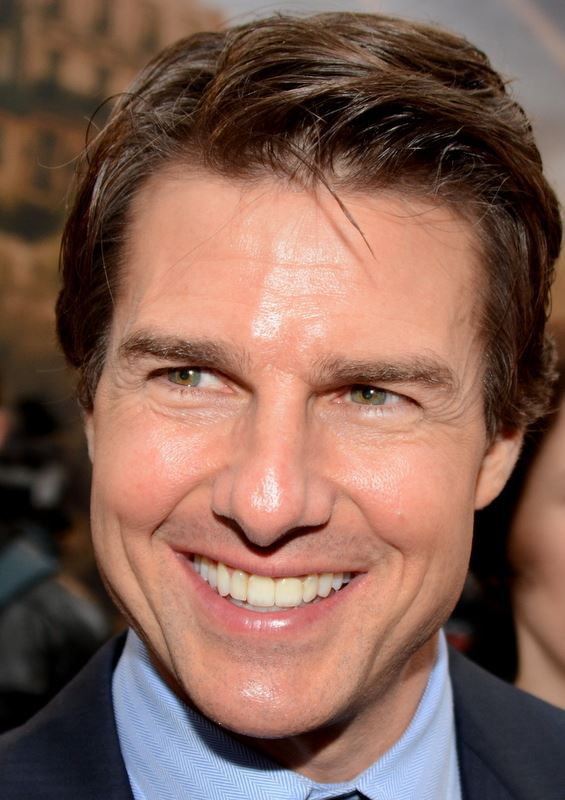
2014年

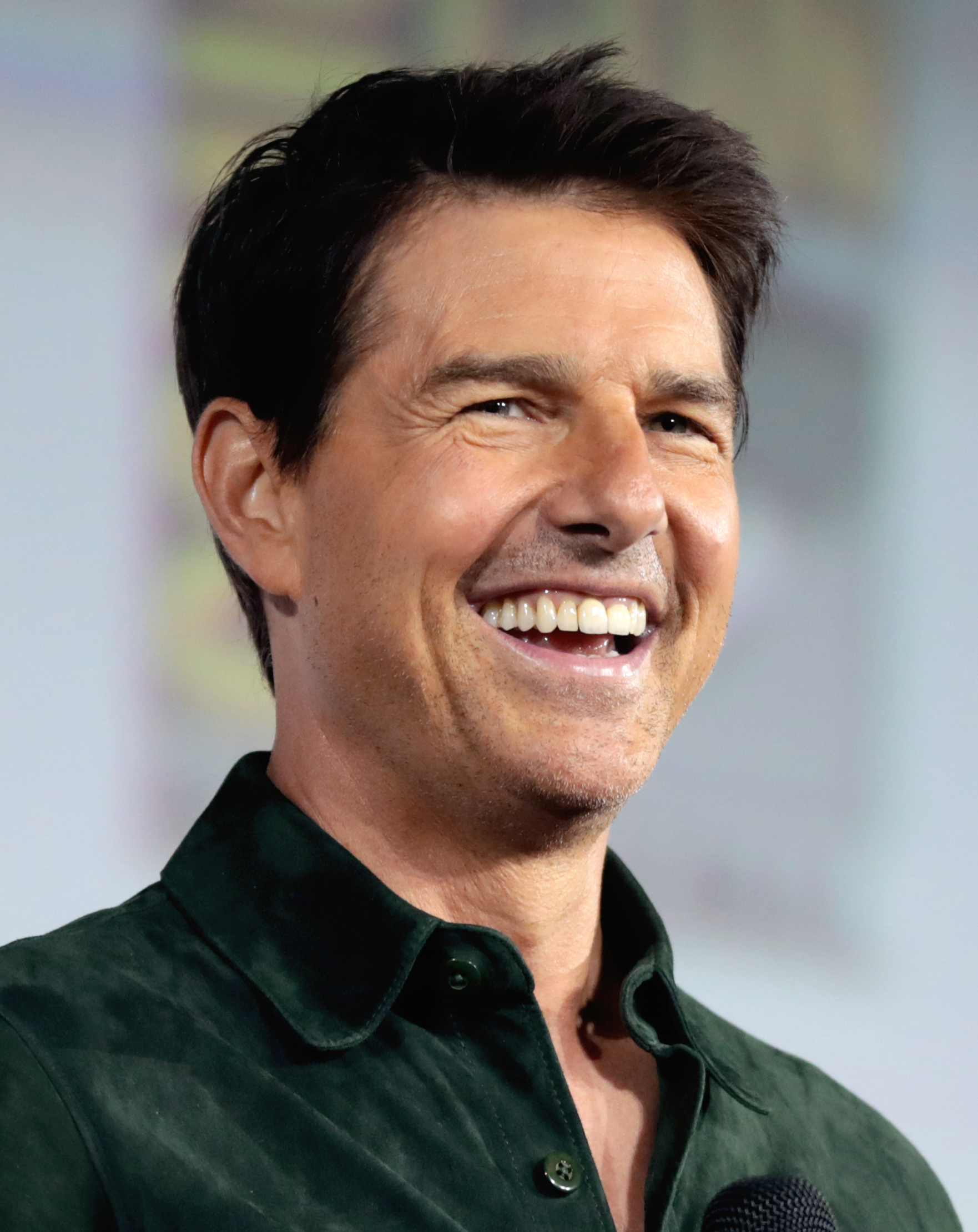
2019年

派手なアクションのある映画でも原則としてスタントマンを使わず、自らスタントを行うことにこだわりを持っていることで知られる。そのため、車やバイクの運転技術はセミプロ級の腕前に達している。
ドリフト走行は2015年に、元レーサーで現在はスタントドライバーとして活動しているポール・ダレンバック（Paul Dallenbach）から教わっている。
映画では『トップガン』、「ミッション:インポッシブルシリーズ」などで華麗な運転を見せており、彼のトレードマークになっているといえる。
BBCの自動車番組『トップ・ギア』に2010年ゲスト出演し、有名人が車の運転でタイムを競う人気企画「Star in a Reasonably Priced Car（有名人レース）」番組歴代トップタイム、1分44秒2（第15シーズン終了時点）を記録した。このチャレンジの最中、路肩を可能な限りショートカットしようとした結果、図らずも片輪走行をすることになった。
レッドブル・レーシングの招きに応じ、2011年8月15日にはカリフォルニア州のウィロースプリングス・レースウェイにおいて本物のF1マシンをドライブした。デビッド・クルサードのコーチ付きとはいえ、素人ならただドライブするだけでも困難なF1マシンに乗り、最終的には最高速でクルサードの4マイル落ちとなる181mph（約290km/h）を記録した。
他にも飛行機の免許を取得しており、自家用機としてP-51やHondaJetを所持、『レイト×2ショー with ジェームズ・コーデン』に出演した際には、ジェームズ・コーデンをP-51やL39アルバトロスのリアシートに乗せフライトする姿を見せている。

## エピソード
共演した子役の事は共演後も気にかけており、『インタビュー・ウィズ・ヴァンパイア』で共演したキルスティン・ダンストや、『宇宙戦争』で共演したダコタ・ファニングに毎年クリスマスケーキや誕生日プレゼントをずっと贈り続け、『ラスト サムライ』で共演した池松壮亮にも来日のたびに声を掛けている。
有名になる前は一般の仕事も経験しており、新聞配達やホテルのベルボーイの経験もある。

### 日本でのエピソード
日本には2022年5月時点で24回訪れており、他の俳優と比べても特に来日回数が多く、大の親日家である。
スタジオジブリ作品のファンであり、尊敬する人物として、宮崎駿を挙げている。
2004年には『コラテラル』のプロモーションのため来日し、西武ドームで行われた野球の日本シリーズで始球式を務めた。また、アテネオリンピックの聖火ランナーを務めた。
日本ではパラマウント・ジャパンにより『ミッション:インポッシブル3』のDVDの発売を記念して、10月6日が「トムの日」と制定されていて、空港等での長時間のファンサービスも恒例となっている。さらに2014年6月、ダグ・リーマン監督作品『オール・ユー・ニード・イズ・キル』のジャパンプレミア時には、大阪、福岡、東京の3都市を半日で回り、原作が日本の小説であることを理由に、特に思い入れの強い作品であることを東京でのジャパンプレミアで公言した。
日本語吹き替えは森川智之（『アイズ ワイド シャット』ソフト版以降、現在までほとんどの作品を担当）、鈴置洋孝（2001年『バニラ・スカイ』までのビデオソフト収録版を多く担当）が主に務めているが、これはクルーズ本人の推薦によるものである。
翻訳家の戸田奈津子を「日本の母」と慕っている。

### 『オプラ・ウィンフリー・ショー』事件
ケイティ・ホームズに対する感情をメディアを通じて何回か表現してきたが、もっとも顕著なのは人気のある『オプラ・ウィンフリー・ショー』で2005年5月23日に起こった「ソファー事件」である。彼はテレビのセットを飛び回り、ソファーに飛び乗り、ひざまづいては新しい恋人に愛の告白をした。"jumping the shark"というイディオムを捩った"jumping the couch"（ソファーをジャンプする）というフレーズは「誰かが公の場で自分の名声を傷つけるのに十分に極端な形で見境を失う」という意味で使用された。これは短い間人気を博し、『アメリカ・スラング歴史辞典』に2005年のスラング・オブ・ザ・イヤーに選ばれたほか、非営利団体のグローバル・ランゲージ・モニターにトップ・フレーズのひとつに選ばれた。
「ソファー事件」は2005年のE!（アメリカ合衆国のエンターテイメント専門のテレビ局）において、最も驚かされる場面のナンバー1に選ばれ、『最終絶叫計画4』のエピローグを含む無数のパロディの対象となった。

### スタッフへの叱責
映画『ミッション：インポッシブル』シリーズの第7弾となる『ミッション:インポッシブル/デッドレコニング PART ONE』の撮影中、新型コロナウイルスの感染予防対策を守っていないスタッフを見咎めたトムが、大勢のスタッフを前にして該当する2名を相手にFワードを連発して激しく叱責した。この3分31秒にわたる音声は「The Sun」に掲載された。その内容は「俺たちは手本にならないといけない。俺たちを信じてハリウッドで仕事をしてる人がいる。言う通りにできないならクビだ。全員だ。謝罪はいらない。謝罪ならこの業界が活動停止しているせいで、生活に困窮している人にしろ。この業界の未来についてもだ。この映画を中止するわけにはいかないんだ。俺たちが背負っている責任を理解できたか?俺は君たちを信じてる」。
ワーナー・ブラザースのスタジオがある英国では、ソーシャルディスタンスは2メートルが原則であり、距離が保てない場合はマスク着用等の感染対策を取った上で1メートル以上の距離を保つというルールがあった。件の2名のスタッフは、スタジオ内でコンピューターのスクリーンを確認していた際に、このソーシャルディスタンスのルールを守っていなかった。

### オリンピックへの登場
2024年のパリオリンピック・パラリンピックの閉会式において屋根から約50mの高さをケーブルを使って地上に飛び降りるスタントを見せると、選手たちと握手したり記念写真に納まったりしながらステージに上がった。そしてオリンピック旗を掲げたバイクに乗り、詰めかけた選手たちの間を縫ってスタジアムから走り去った。
その後会場に流れた映像ではパリ市内を駆け抜け、飛行機に乗り次回オリンピック開催予定地ロサンゼルスへ行き、ハリウッドサインにいるトムの姿が映された。また、その際の"HOLLYWOOD"の文字の"OO"の文字の上には3つの円が追加され、オリンピックのマークになっていた。
なお、トムは大会期間中、競泳会場でアメリカ代表チームを応援したり、体操のバイルス選手の演技を観戦したりしており、その様子がたびたび目撃されていた。

## サイエントロジー

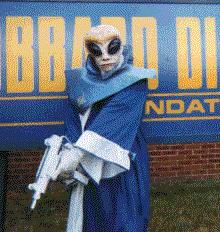
サイエントロジー教会の敵、宇宙の邪悪な帝王とされるジヌーのコスプレをした批評家

クルーズは宗教哲学であるサイエントロジー教会の熱心な実践者で、現在は教祖に続くナンバー2である。1番目の妻、ミミ・ロジャースを通じて1990年にサイエントロジーに関わるようになったクルーズは公に、サイエントロジー、特にL・ロン・ハバードの提唱した「勉強の技術」が彼がディスレクシア（学習障害）を克服する手助けとなったと発言してきた。人々をサイエントロジーへ導くさまざまなプログラムを支援することに加え、サイエントロジーが完全に宗教として認知されるための活動をしてきた。サイエントロジーは、創設以来、精神医学の思想や治療方法に対して、著しい『人権破壊』をもたらしているとし、根本から反対の立場に立ち精神医学会、及び製薬会社等と対立している。こうした背景からサイエントロジーは時に様々な攻撃を受けてきた過去がある。フランスではカルト、ドイツではビジネスとして未だ認識されている。こうした中でクルーズは各国の政治家たちに対して啓発を行い、『精神医学』の誤りを訴えてきた。2005年に一部のフランス・パリ市議会議員はクルーズがニコラ・サルコジとジャン＝クロード・ゴーダンら当局者に働きかけたことを明らかにし、彼をサイエントロジーのスポークスマンであり闘士だと描写し、クルーズと関わることを禁止させた。クルーズはハバードの著作に基づくデトックスセラピーをアメリカ同時多発テロの救助隊に提供するため、「ダウンタウン・メディカル」という名の施設に出資し、寄付金を募った。このことは一部の医療の専門家が非難した。しかし、実際には、救助活動中に肺炎を発症したり、呼吸困難に陥ったり、体調を崩す消防隊員、及び警察官等に対して、このデトックスプログラムが提供された。そして、ニューヨーク市警、消防局からは、これらを含むサイエントロジー教会による災害救助活動への協力、貢献に対しての公式な表彰が贈られた。2004年の暮れ、代表のデイヴィッド・ミスキャヴィッジは『サイエントロジー・勇敢なる自由勲章』を授与している。
クルーズが、女優のブルック・シールズが抗うつ薬のパキシルを、2003年初めての娘を生んだ後の産後うつから立ち直るために服用したことを、公に批判したときに論争が沸き起こった。クルーズは「脳内化学物質の不均衡などは存在しない」と主張し、「精神医学は似非科学の一種だ」と断言した。このことにより『トゥデイ』の2005年6月24日放送分でマット・ラウアと激しい議論をすることとなった。医学の専門家たちは「トム・クルーズのコメントは精神障害患者に汚名を着せている」と発言し、シールズは「トム・クルーズのコメントの数々は母親たちにとって大変な迷惑である」と述べた。しかし、メディアに追及されたアメリカ精神医学会のスティーブン・シャーフスタイン会長が、2005年7月11日の『People』誌で、「脳内化学物質の不均衡」の証明について、「明確な検査法は存在しません (We do not have a clean-cut lab test.)」と認める事態になった。2006年8月末にクルーズは自らシールズに謝罪し、彼女もこれを受け入れた。クルーズのスポークスマンは彼と彼女は関係を修復したものの、クルーズの抗うつ薬に対する立場は変わっていないことを確かにした。シールズはクルーズとケイティ・ホームズの結婚式のゲストとなった。ところが後にパキシルを含む向精神薬が傷害事件、自殺などとの因果関係が存在することを認める裁判結果の事例が取り沙汰されている。
『エンターテインメント・ウィークリー』誌上でインタビューを受け、精神医学を「ナチズムの科学だ」と発言し、「メサドンの本来の名前はアドルフ・ヒトラーにちなんでアドルフィンと呼ばれていた」という有名な都市伝説を引用した。『デア・シュピーゲル』誌上で彼は「サイエントロジーにはナルコノンと呼ばれる薬物リハビリプログラムがあり、それは世界中で統計学上ただ一つ成功しているものだ」と発言した。ナルコノンは、その成功率は70パーセントを超えると主張している、その数字の正確性については議論もされている。
サイエントロジーは主流の精神医学に反対していることでよく知られている。
『デイリー・メール』はアンドリュー・モートンによる伝記『トム・クルーズ: 非公式伝記』が2008年1月に発行されることを明らかにして、その本によるとクルーズは名義上、教会の2番目の指揮官に就いたという。この本は元教会のスタッフメンバーのマーク・ヘッドリィーとともに書かれてきたものである。クルーズの弁護士バート・フィールズは「その本は嘘まみれだ」と発言した。
パリの名誉市民の候補にあがったことがあったが、サイエントロジーを悪質なカルトと見ているフランスの事情もあり、結局はパリの市議会は彼をサイエントロジー信者であるという理由で名誉市民にしなかった。また。米国のアニメ『サウス・パーク』で、サイエントロジー信者としての自身がパロディにされてしまった事に激怒し、再放送、他国での放送をやめるように執拗に制作会社に働きかけたことが知られている。アニメの制作会社の親会社が『ミッション:インポッシブル』シリーズの制作会社であった為に、「もしも再放送したら、『M:I:III』のプロモーション活動には一切協力しない」と言ったことが有名。
また、『ワルキューレ』製作の際、ドイツでは反ナチ運動の英雄として称えられると共に敬虔なカトリック信者としても知られているクラウス・フォン・シュタウフェンベルクを、サイエントロジーの信者であり広告塔と見られているクルーズが演じることに対する強い反発が起こり（ドイツでもサイエントロジーは悪質なカルトと見なされている）、クラウスの息子ベルトルトも「クルーズ氏が演じると聞いた時には宣伝のための冗談と思っていた。彼が演じたら台無しになる。父とは関わらないでほしい。」と批判した。
一時は、ドイツ国防省が事件の舞台であるシュタウフェンベルク街等の国防軍関連施設での撮影を許可しなかった（2か月後、『制作者側が「ナチス (Nazi) 支配から解放され、完全なる民主主義国家となった統一ドイツの姿」を作品内に盛り込むことに同意した』として、撮影を許可している）。

### IAS 勇敢の自由勲章の祝福動画
2008年1月15日、クルーズを特集したサイエントロジー教会製のビデオが漏洩し、YouTubeにアップロードされた。彼の映画『ミッション:インポッシブル』のBGMが流れる中、クルーズはサイエントロジー信者であることが彼にとって何を意味するかを論じた。『タイムズ』によると、「彼はサイエントロジーの美徳の数々を激賞しているように見え」とあり、『デイリー・テレグラフ』は「インタビューの間、彼は異常者のようにサイエントロジーへの愛を夢中でしゃべっていた」と報じた。
サイエントロジー教会は「YouTubeその他に流出したその動画は略奪・編集されたもので、本来会員のための3時間のビデオだった」と主張した。YouTubeはその動画を法的な脅迫のために削除した。2008年2月4日現在、Gawker.comはいまだにその動画を掲載しており、他のサイトは全体のビデオを乗せている。サイエントロジー教会の弁護団は動画の削除を要求する文章をGawker.comに送りつけたが、そのウェブサイトのニック・デントンは、クルーズのビデオは報道価値があり削除しないと述べた。

### 広報係
トム・クルーズのサイエントロジーに対する開けた態度は、14年間彼に勤めていた広報係のパット・キングスレイの2004年3月の離脱によるものだとされている。トムは広報を妹でサイエントロジー実践者の、リー・アン・ディヴェッテに置き換えた。リーは2005年11月までクルーズの下で働いた。その後トムは妹を降格させ、広報会社のロジャーズ・アンド・コワンからポール・ブロックを採用する。ディヴェッテはそれについて「リーが広報活動よりも慈善活動を希望したため」と説明した。このリストラはサイエントロジーに対する彼の見解と、逆効果になってしまったケイティ・ホームズとの関係の強調を抑えるための動きだとみなされている。何れにしても、これらは精神医学、及び製薬会社との癒着した社会資本構造と、それらに反対するサイエントロジーとの対立を背景とするメディア、及びロビー合戦であるというのが一般的解釈とされている。

## フィルモグラフィー
※太字表記は主演。
| 年   | 題名                                                                                              | 役名                                          | 備考 | 吹き替え                                                                 |
| ---- | ------------------------------------------------------------------------------------------------- | --------------------------------------------- | --- | ------------------------------------------------------------------------ |
| 1981 | エンドレス・ラブ Endless Love                                                                     | ビリー                                        | | TBA（ソフト版） 秋元羊介（日本テレビ版）                                 |
| 1981 | タップス Taps                                                                                     | デヴィッド・ショーン                          | 島田敏 |                                                                          |
| 1983 | 爆笑!?恋のABC体験 Losin' It                                                                       | ウディ                                        | 日本劇場未公開                                                                                            |                                                                          |
| 1983 | アウトサイダー The Outsiders                                                                      | スティーヴ                                    | | 花輪英司（ソフト版） 井上和彦（フジテレビ版）                            |
| 1983 | 卒業白書 Risky Business                                                                           | ジョエル・グッドソン                          | ゴールデングローブ賞 主演男優賞ノミネート                                                                 | 堀内賢雄（TBS版）                                                        |
| 1983 | トム・クルーズ/栄光の彼方に All the Right Moves                                                   | ステフ                                        | 日本劇場未公開                                                                                            | 錦織一清（日本テレビ版）                                                 |
| 1985 | レジェンド/光と闇の伝説 Legend                                                                    | ジャック                                      | | 関俊彦（テレビ朝日版）                                                   |
| 1986 | トップガン Top Gun                                                                                | ピート・“マーヴェリック”・ミッチェル 海軍大尉 | 渡辺裕之（フジテレビ版） 高橋広樹（日本テレビ版） 塚本高史（ソフト版） 森川智之（テレビ東京版）           |                                                                          |
| 1986 | ハスラー2 The Color of Money                                                                      | ビンセント                                    | 堀内賢雄（フジテレビ版） 古川登志夫（機内上映版）                                                         |                                                                          |
| 1988 | カクテル Cocktail                                                                                 | ブライアン・フラナガン                        | 渡辺裕之（フジテレビ版）                                                                                  |                                                                          |
| 1988 | レインマン Rain Man                                                                               | チャーリー・バビット                          | 堀秀行（ソフト版） 山寺宏一（TBS版） 井上和彦（機内上映版）                                               |                                                                          |
| 1989 | 7月4日に生まれて Born on the Fourth of July                                                       | ロン・コーヴィック                            | ゴールデングローブ賞 主演男優賞受賞 アカデミー主演男優賞ノミネート                                        | 鈴置洋孝（VHS版） 森川智之（DVD版） 山寺宏一（テレビ朝日版）             |
| 1990 | デイズ・オブ・サンダー Days of Thunder                                                            | コール・トリックル                            | | 鈴置洋孝（ソフト版、TBS版） 水島裕（機内上映版）                         |
| 1992 | 遥かなる大地へ Far and Away                                                                       | ジョセフ・ドネリー                            | 鈴置洋孝                                                                                                  |                                                                          |
| 1992 | ア・フュー・グッドメン A Few Good Men                                                             | ダニエル・キャフィ                            | 鈴置洋孝                                                                                                  | ゴールデングローブ賞 主演男優賞ノミネート                                |
| 1993 | ザ・ファーム 法律事務所 The Firm                                                                  | ミッチ・マクディーア                          | | 鈴置洋孝（ソフト版） 宮本充（フジテレビ版）                              |
| 1994 | インタビュー・ウィズ・ヴァンパイア Interview With The Vampire :The Vampire Chronicles             | レスタト・デ・リオンコート                    | 鈴置洋孝（ソフト版） 江原正士（フジテレビ版） 森田順平（テレビ東京版） 森川智之（BS10スターチャンネル版） |                                                                          |
| 1996 | ミッション:インポッシブル Mission: Impossible                                                     | イーサン・ハント                              | 兼製作 | 鈴置洋孝（ソフト版） 小杉十郎太（フジテレビ版） 森川智之（テレビ朝日版） |
| 1996 | ザ・エージェント Jerry Maguire                                                                    | ジェリー・マグワイア                          | ゴールデングローブ賞 主演男優賞受賞 アカデミー主演男優賞ノミネート                                        | 山寺宏一（ソフト版） 平田広明（日本テレビ版）                            |
| 1999 | アイズ ワイド シャット Eyes Wide Shut                                                             | ビル・ハーフォード                            | | 森川智之（ソフト版）                                                     |
| 1999 | マグノリア Magnolia                                                                               | フランク・マッケイ                            | ゴールデングローブ賞 助演男優賞受賞 アカデミー助演男優賞ノミネート                                        | 山寺宏一                                                                 |
| 2000 | ミッション:インポッシブル2 Mission: Impossible II                                                 | イーサン・ハント                              | 兼製作 | 鈴置洋孝（ソフト版） 森川智之（テレビ朝日版）                            |
| 2001 | バニラ・スカイ Vanilla Sky                                                                        | デヴィッド                                    | 兼製作 | 鈴置洋孝                                                                 |
| 2002 | オースティン・パワーズ ゴールドメンバー Austin Powers in Goldmember                               | 映画版オースティン                            | カメオ出演                                                                                                | 山寺宏一                                                                 |
| 2002 | マイノリティ・リポート Minority Report                                                            | ジョン・アンダートン                          | | 堀内賢雄（オフィシャル版） 須賀貴匡（DVD版）                             |
| 2002 | IMAX SPACE STATION 3D Space Station 3D                                                            | ナレーター                                    | 鈴置洋孝                                                                                                  |                                                                          |
| 2003 | ラスト サムライ The Last Samurai                                                                  | ネイサン・オールグレン                        | 兼製作 ゴールデングローブ賞 主演男優賞ノミネート                                                          | 森川智之（ソフト版、テレビ朝日版）                                       |
| 2004 | コラテラル Collateral                                                                             | ヴィンセント                                  | | 森川智之                                                                 |
| 2005 | 宇宙戦争 War of the Worlds                                                                        | レイ・フェリエ                                | | 森川智之                                                                 |
| 2006 | ミッション:インポッシブル3 M:I-3                                                                  | イーサン・ハント                              | 兼製作 | 森川智之（ソフト版、フジテレビ版）                                       |
| 2007 | 大いなる陰謀 Lions for Lambs                                                                      | ジャスパー・アービング                        | | 森川智之                                                                 |
| 2008 | トロピック・サンダー/史上最低の作戦 Tropic Thunder                                                | レス・グロスマン                              | ゴールデングローブ賞 助演男優賞ノミネート                                                                 | 森川智之                                                                 |
| 2008 | ワルキューレ Valkyrie                                                                             | クラウス・フォン・シュタウフェンベルク        | 兼製作 | 森川智之                                                                 |
| 2010 | ナイト&デイ Knight and Day                                                                        | ロイ・ミラー                                  | | 森川智之（ソフト版、テレビ朝日版）                                       |
| 2011 | ミッション:インポッシブル/ゴースト・プロトコル Mission: Impossible – Ghost Protocol               | イーサン・ハント                              | 兼製作 | 森川智之                                                                 |
| 2012 | ロック・オブ・エイジズ Rock of Ages                                                               | ステイシー・ジャックス                        | | TBA（機内上映版）                                                        |
| 2012 | アウトロー Jack Reacher                                                                           | ジャック・リーチャー                          | 兼製作 | 森川智之                                                                 |
| 2013 | オブリビオン Oblivion                                                                             | ジャック・ハーパー                            | | 森川智之                                                                 |
| 2014 | オール・ユー・ニード・イズ・キル Edge of Tomorrow                                                 | ウィリアム・ケイジ                            | | 森川智之                                                                 |
| 2015 | ミッション:インポッシブル/ローグ・ネイション Mission: Impossible - Rogue Nation                   | イーサン・ハント                              | 兼製作 | 森川智之                                                                 |
| 2016 | ジャック・リーチャー NEVER GO BACK Jack Reacher: Never Go Back                                    | ジャック・リーチャー                          | 兼製作 | 森川智之                                                                 |
| 2017 | ザ・マミー/呪われた砂漠の王女 The Mummy                                                           | ニック・モートン                              | | 森川智之                                                                 |
| 2017 | バリー・シール/アメリカをはめた男 American Made                                                   | バリー・シール                                | | 森川智之                                                                 |
| 2018 | ミッション:インポッシブル/フォールアウト Mission: Impossible - Fallout                            | イーサン・ハント                              | 兼製作 | 森川智之                                                                 |
| 2022 | トップガン マーヴェリック Top Gun: Maverick                                                       | ピート・“マーヴェリック”・ミッチェル 海軍大佐 | 兼製作 | 森川智之                                                                 |
| 2023 | ミッション:インポッシブル/デッドレコニング PART ONE Mission: Impossible – Dead Reckoning Part One | イーサン・ハント                              | 兼製作 | 森川智之                                                                 |
| 2025 | ミッション:インポッシブル/ファイナル・レコニング Mission: Impossible – The Final Reckoning        | イーサン・ハント                              | 兼製作 ポストプロダクション                                                                               | 森川智之                                                                 |
| 2026 | Judy                                                                                              | TBA                                           | 兼制作 プリプロダクション                                                                                 |                                                                          |
| TBA  | Deeper                                                                                            | TBA                                           | 兼制作 プリプロダクション                                                                                 |                                                                          |
| TBA  | Top Gun 3                                                                                         | ピート・“マーヴェリック”・ミッチェル          | |                                                                          |

## プロデュース作品

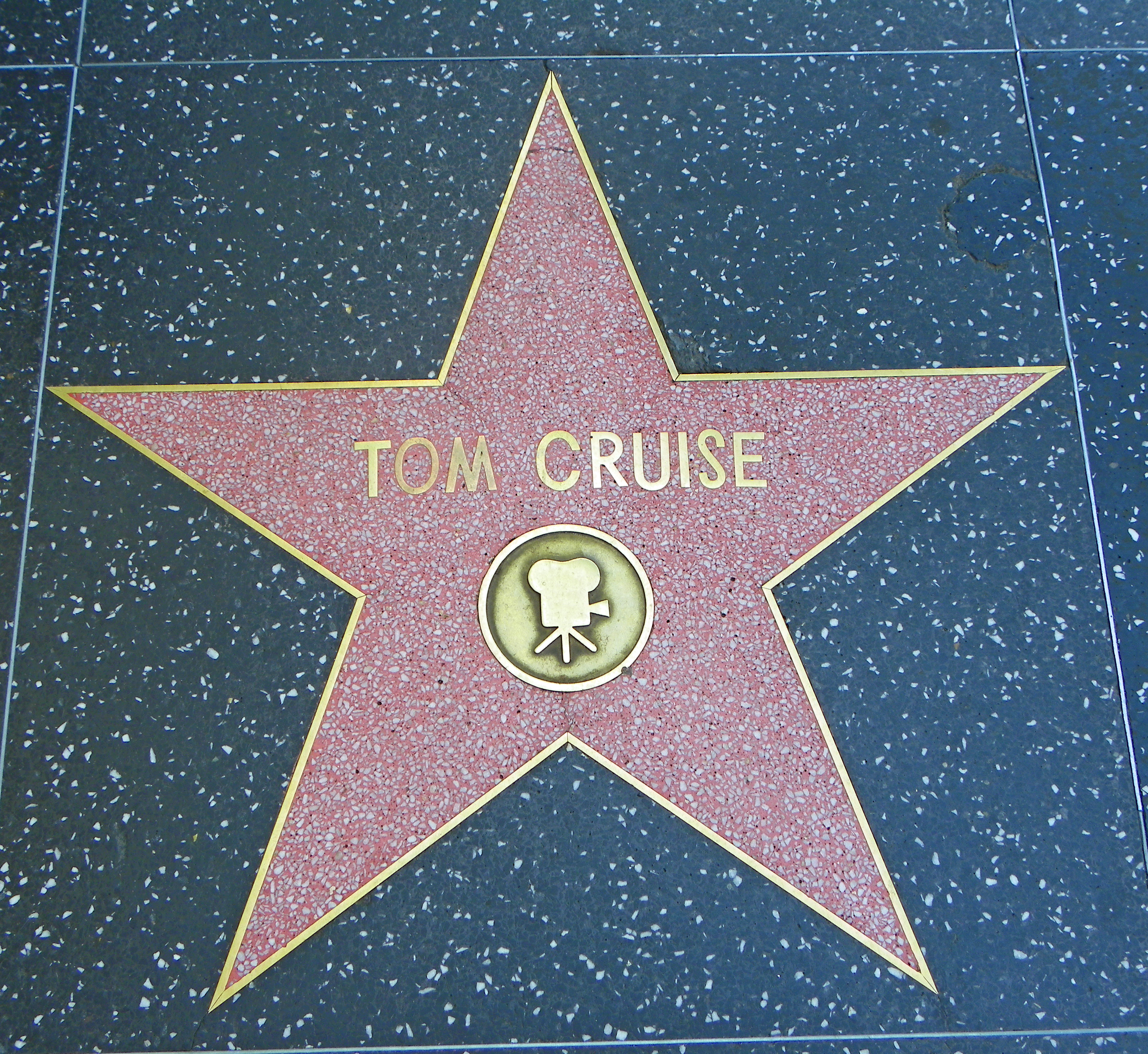
ハリウッド・ウォーク・オブ・フェーム

出演せずプロデュースのみを担当した作品。すべてクルーズ/ワグナー・プロダクションズ制作。
| 公開年 | 題名                                               | 備考                   |
| ------ | -------------------------------------------------- | ---------------------- |
| 1998   | ラスト・リミッツ 栄光なきアスリート Without Limits | 製作                   |
| 2001   | アザーズ The Others                                | 製作総指揮             |
| 2002   | NARC ナーク Narc                                   | 製作総指揮             |
| 2002   | Hitting It Hard                                    | 製作                   |
| 2003   | ニュースの天才 Shattered Glass                     | 製作総指揮             |
| 2004   | サスペクト・ゼロ Suspect Zero                      | 製作（クレジットなし） |
| 2005   | エリザベスタウン Elizabethtown                     | 製作                   |
| 2006   | Ask the Dust                                       | 製作                   |

## 日本語吹き替え

### 専属声優（フィックス）
森川智之（現在のトム・クルーズ本人公認声優）
『アイズ ワイド シャット』のDVD収録用（収録は2001年5月6日）の吹き替え声優を決めるオーディションで合格したことで、以降クルーズの出演作を担当するようになる。2003年公開の『ラスト サムライ』でクルーズ本人に公認されたことで、以降は指名を受けて専属（フィックス）で担当するようになり、劇場公開や映像ソフト用の吹き替え版が制作されていない『ロック・オブ・エイジズ』以外の全ての作品を担当している。『アイズ ワイド シャット』の日本語吹き替えを実際に聞いたクルーズ本人から「（森川の吹き替えは）世界で一番美しい」と絶賛され、海外のプロデューサーからも「日本語が一番良かった」と評価されたことでクルーズが劇中で着用したマスクをプレゼントされたという逸話がある。また、日本で複数回行われたクルーズの主演作のイベントにも参加している。その後もクルーズから映画鑑賞に誘われるなど、交流の機会が増えているという。
なお、森川自身が2016年から野原ひろし（二代目）役としてレギュラー出演しているアニメ『クレヨンしんちゃん』の2024年2月24日放送回『オラと母ちゃんの夢だゾ』の劇中にキャラクターとして登場したトムの声（息遣いのみ）も担当している。
シリーズ作品およびソフト版のリニューアルで森川版が収録されたものは以下の通り。
- 『ミッション:インポッシブルシリーズ』（2作目『M:i-2』まではテレビ朝日『日曜洋画劇場』版のみ）
- 『トップガンシリーズ』（1作目はテレビ東京『木曜洋画劇場』版、2020年以降のソフトに収録）
- 『ジャック・リーチャーシリーズ』
- 『7月4日に生まれて』（DVD再販時の5.1ch音声版）

鈴置洋孝（かつての公認声優）
1989年の『7月4日に生まれて』から2001年の『バニラ・スカイ』までのビデオソフト収録版を担当。死去した2006年の時点では上述の森川より多く吹き替えていた。こちらは『7月4日に生まれて』のVHS収録用のオーディションで鈴置のデモテープを聴いたクルーズ本人の推薦で決まった事が始まりのきっかけとされている。森川は後輩にあたり、「自分は鈴置さんから引き継がせてもらった」と話しており、若手時代に受けた鈴置からの演技指導や鈴置の癖等をトムを吹き替える際に取り入れて敬意を払っていると話している。
また、世界16ヶ国が参加する国際宇宙ステーション計画を描くドキュメンタリー『IMAX SPACE STATION 3D』（2002年4月25日上映）の日本語版では原語版でクルーズが務めたナレーションも務めた。現在も時折ザ・シネマなどのメディアでクルーズの声優として取り上げられることがある。
主な担当作品は『ミッション:インポッシブルシリーズ』（2作目『M:i-2』まで）、『デイズ・オブ・サンダー』、『インタビュー・ウィズ・ヴァンパイア』など。
このほかにも、過去に山寺宏一、堀内賢雄、渡辺裕之、井上和彦、小杉十郎太、堀秀行、高橋広樹、錦織一清なども声を当てたことがある。